# Rights International Spain
Rights International Spain (RIS) es una organización no gubernamental española, independiente y sin ánimo de lucro, formada por juristas especializados en Derecho internacional. Está asociada a la European Liberties Platform.

## Objetivo de RIS
El objetivo principal de RIS es la promoción y defensa de los derechos y libertades civiles a través de un uso eficaz del Derecho internacional de los derechos humanos y de los mecanismos nacionales e internacionales de protección.

## Actividades de RIS
La organización RIS desarrolla distintas actividades que persiguen el cumplimiento de sus objetivos:
- Identificar problemas actuales y facilitar herramientas a la sociedad civil para que esté informada y sepa cómo y dónde actuar.
- Elaborar análisis jurídicos con base en el Derecho internacional de los derechos humanos, poniéndoles a disposición de la sociedad civil, a través de distintos cauces, incluidas las redes sociales.
- Trabajar ante las instituciones públicas para hacerles llegar las demandas ciudadanas, a través de informes y recomendaciones.
- Impulsar la armonización de la legislación española con las normas y principios internacionales.

- Promover un mejor conocimiento y un uso más efectivo de los mecanismos internacionales, monitoreando el cumplimiento efectivo de las recomendaciones de los mismos así como generando alianzas e iniciativas conjuntas con .
- Brindar apoyo técnico a las víctimas de violaciones de derechos y libertades civiles, así como a sus representantes legales e impulsar iniciativas de litigio estratégico.
- Desarrollar actividades de formación dirigidas a fortalecer el uso del Derecho internacional en la protección de los derechos humanos.[4]